# اینجا هم باران می بارد
اینجا هم باران می بارد فیلمی به کارگردانی  نادر طریقت و به تهیه‌کنندگی محمد متوسلانی محصول سال  ۱۳۹۸ است.این اثر آخرین فیلم  جمشید مشایخی بر روی پرده سینما می باشد. 

## بازیگران
- جمشید مشایخی
- مریم بخشی
- رسول نجفیان
- اسدالله یکتا
- محمد برسوزیان
- احمدرضا اسعدی
- امین طریقت
- رحیم مهدی‌خانی
- اتابک نادری
- زهرا داوودنژاد
- بیوک میرزایی
- غزاله جزایری

## داستان فیلم
قصه خانواده چهار نفری است که با دنیایی از مشکلات دست و پنجه نرم می‌کنند. مادر خانواده در پی این است تا تنها آرزوی پسر نیمه بینای خود را برآورده کند که خود این ماجراهایی را در پی‌دارد.